# Војни адвокати (2. сезона)
Друга сезона серије Војни адвокати је емитована од 3. јануара до 18. априла 1997. године и броји 15 епизода.

## Опис
Кетрин Бел је заменила Трејси Нидам у епизоди "Ми људи". Патрик Лаборто и Џон М. Џексон, који су се појављивали епизодно у претходној сезони, су унапређени у главну поставу.

## Улоге

### Главне
- Дејвид Џејмс Елиот као Хармон Раб мл.
- Кетрин Бел као Сара Макензи
- Патрик Лаборто као Бад Робертс
- Џон М. Џекосн као Алберт Џетро Чегвиден

### Епизодне
- Тери О’Квин као Томас Бун (Епизода 5)

## Епизоде
| Бр. у серији | Бр. у сезони | Наслов             | Редитељ       | Сценариста                                                             | Премијерно емитовање |
| --- | ------------ | ------------------ | ------------- | ---------------------------------------------------------------------- | -------------------- |
| 23 | 1            | Ми људи            | Лес Ландау    | Доналд П. Белисарио                                                    | 3. јануар 1997.      |
| Након што је добио Ордена за летачке заслуге због својих поступака на прослави у Белој кући, Харм и његова нова партнерка, мајор Сара Макензи, истражују када је војни пуковник Метју О’Хара, који је примио орден части (за кога се испоставља да је Мекин ујак), украо Декларацију о независности за откуп. |              |                    |               |                                                                        |                      |
| 24 | 2            | Тајне              | Реј Остин     | Tом Таулер                                                             | 10. јануар 1997.     |
| Војни каплар, кога је адмирал Чегвиден тужио пре више од осам година, бежи из затвора у Гордону у Конектикату и узима адмирала, Мек и Бада као таоца у адмираловом кабинету. Захтева поновљено суђење ту у адмираловом кабинету. Суд заседа о томе како је он дао поверљиве податке о родољубном пројектилском саставу Израелу. Харм и специјални агент Клејтон Веб раде споља како би све спасли без убиства каплара. Такође морају да пазе на оперативца ЦИА-е Гејла Озборна, који можда хоће да спречи откриће о капларовом случају. |              |                    |               |                                                                        |                      |
| 25 | 3            | Клетва             | Џери Џејмсон  | Џек Орман                                                              | 17. јануар 1997.     |
| Харм мора да докаже да је ескадрила Ф-14, која је случајно бомбардовала џамију током операције "Пустињска олуја", није уклета након што му је у несрећи погинуо друг. |              |                    |               |                                                                        |                      |
| 26 | 4            | Хероји             | Тони Вармби   | Р. Скот Џемил                                                          | 24. јануар 1997.     |
| Харм и Мек се сукобљавају на суду када је МВК-овац оптужен да је убио друга током мисије, а Харм из петних жила покушава да докаже ствар са оружјем, пуцајући из аутоматске пушке у судници. |              |                    |               |                                                                        |                      |
| 27 | 5            | Прелазак црте      | Tони Вармби   | Стивен Зито                                                            | 31. јануар 1997.     |
| Харм и Мек се суочавају са политичким притиском када је пилоткиња оптужила капетана Буна за сексуално узнемиравање, капетан каже да је она само лоша авијатичарка, а промискуитетна конгресменка интервенише у истрази. Појава Томаса Буна. |              |                    |               |                                                                        |                      |
| 28 | 6            | Тројство           | Алан Џ. Луи   | Џек Орман                                                              | 7. фебруар 1997.     |
| Беба војне официрке је отета из подморничке базе у Шкотској, а докази указују на дечаковог оца, вођу Ирске републиканске војске. Харм и Мек су добили задатак да раде са Краљевском полицијом у Улстеру у Белфасту да би вратили дете, али тамошњи полицајац крије велику тајну. |              |                    |               |                                                                        |                      |
| 29 | 7            | Духови             | Реј Остин     | Синопис: Р. Скот Џемил Сценарио: Брајан Нелсон и Р. Скот Џемил         | 14. фебруар 1997.    |
| Живот адмирала Чегвидена је у опасности када је последњи преживели члан екипе МВК-оваца из Вијетнамског рата убијен и изгледа да неко елиминише сведоке зверства почињеног пре 30 година. |              |                    |               |                                                                        |                      |
| 30 | 8            | Борба изблиза      | Алан Џ. Луи   | Џек Орман                                                              | 21. фебруар 1997.    |
| Када се Хармов довкрилац срушио у Апалачијанским планинама, он Мек морају да избегну ловокрадице које су убиле сведока, а они не остављају сведоке. |              |                    |               |                                                                        |                      |
| 31 | 9            | Одмор у Вашингтону | Џо Наполитано | Стивен Зито                                                            | 28. фебруар 1997.    |
| Харму је додељен задатак да испрати Румунску принцезу док је њен отац краљ у Вашингтону због захтева да Румунија уђе у НАТО, а атентатор им се приближава. |              |                    |               |                                                                        |                      |
| 32 | 10           | Игра               | Реј Остин     | Tом Таулер                                                             | 28. фебруар 1997.    |
| Харм и Колумбијски нарко-бос играју игру вискоих улога "Иго", а цена је војник који је заборављен током тајне мисије док Веб и екипа САГ-а још једном лупају главе. |              |                    |               |                                                                        |                      |
| 33 | 11           | Насиље             | Алан Џ. Луи   | Синопис: Том Таулер и Стивен Зито Сценарио: Том Таулер и Р. Скот Џемил | 7. март 1997.        |
| Харм иде на тајни задатак као поднаредник за Морнаричку јединицу у камп Пендлтон, а Мек и Бад истражују да ли њихов капетан користи несигурне технике као средство за очвршћавање својих људи ако их неочекивано заробе. |              |                    |               |                                                                        |                      |
| 34 | 12           | Чувар              | Мајкл Шулц    | Џек Орман                                                              | 28. март 1997.       |
| Харм и Мек бране бескућника, који је бивши МВК-овац, који је оптужен да је побио тројицу људи у току спречавања пљачке једне продавнице. |              |                    |               |                                                                        |                      |
| 35 | 13           | Плави код          | Tони Вармби   | Р. Скот Џемил                                                          | 4. април 1997.       |
| Када ИПО-вци упадну у блоницу где Израелски дипломата чека на пресађивање срца, повређени Харм постаје ФБИ-јев човек изнутра који треба да онеспособи терористе. |              |                    |               |                                                                        |                      |
| 36 | 14           | Каубоји и Козаци   | Тони Вармби   | Р. Скот Џемил                                                          | 11. април 1997.      |
| Заједничка војна вежба Америчких и Руских војних снага постаје смртоносна када двојица капетана реша да реше своје несугласице из Хладног рата, а Харм, Мек и Бад су заробљени у средишту тога. |              |                    |               |                                                                        |                      |
| 37 | 15           | Рандеву            | Двејн Данам   | Крег Тепер                                                             | 18. април 1997.      |
| Мек прошлост замагљује расуђивање док брани насилног главног подофицира који је оптужен да је убио жениног љубавника. |              |                    |               |                                                                        |                      |